# Rauðhólar (kulle i Island, Suðurland)
Rauðhólar är en kulle i republiken Island. Den ligger i regionen Suðurland, 190 km öster om huvudstaden Reykjavík. Toppen på Rauðhólar är 765 meter över havet, eller 65 meter över den omgivande terrängen. Bredden vid basen är 0,93 km.
Trakten runt Rauðhólar är nära nog obefolkad, med mindre än två invånare per kvadratkilometer. Det finns inga samhällen i närheten. Trakten runt Rauðhólar är ofruktbar med lite eller ingen växtlighet.